# Raisin Bowl
Ne doit pas être confondu avec California Bowl.
Le Raisin Bowl était un match annuel de football américain de niveau universitaire se jouant après la saison régulière et reconnut par la NCAA.
Les matchs se déroulèrent de 1946 à 1949 au Ratcliffe Stadium de Fresno en Californie. 
Les quatre premières éditions ont été jouées le 1er janvier et la dernière le 31 décembre.
Le match mettait en présence une équipe issue de Californie contre une autre équipe éligible choisie "at-large". Drake sera la seule équipe ayant gagné le bowl non originaire de Californie (puisque l'université est située dans l'Iowa).
Cet évènement n'est pas à confondre avec le California Bowl qui se jouera plus tard aussi à Fresno et qui dans ses dernières éditions fut dénommé le California Raisin Bowl à la suite de la vente des droits du nom de l'évènement à la société California Raisin Marketing Board.

## Palmarès
| Saisons | Dates            | Vainqueurs               | Scores  | Perdants           | Assistance |
| ------- | ---------------- | ------------------------ | ------- | ------------------ | ---------- |
| 1945    | 1er janvier 1946 | Drake (5-4-1)            | 13 - 12 | Fresno State (6-4) | 10 000     |
| 1946    | 1er janvier 1947 | San Jose State           | 20 - 00 | Utah State         |            |
| 1947    | 1er janvier 1948 | Pacific Tigers           | 26 - 14 | Wichita            |            |
| 1948    | 1er janvier 1949 | Occidental College (8-0) | 21 - 20 | Colorado A&M (8-2) | 10 000     |
| 1949    | 31 décembre 1949 | San Jose State           | 20 - 13 | Texas Tech         |            |